# بوریس سوم بلغارستان
بوریس سوم، تزار بلغارستان (۳۰ ژانویه ۱۸۹۴ – ۲۸ اوت ۱۹۴۳) با نام اصلی بوریس کلمنس رُبرت ماریا پیوس لودویگ استانیسلاس خاویر پسر فردیناند اول بود که در ۱۹۱۸ پس از استعفای پدرش - که به دنبال شکست بلغارستان در جنگ جهانی اول پیش آمد - به سلطنت رسید. این دومین شکست سنگین بلغارستان طی ۵ سال اخیر - پس از جنگ دوم بالکان (۱۹۱۳) - به حساب می‌آمد. به موجب پیمان نوی، بلغارستان بخش‌هایی از خاک خود را به همسایگانش واگذار کرد. اقتصاد این کشور نیز پس از جنگ کاملاً درهم شکسته و پریشان گشته بود. دو حزب بزرگ سرمایه‌داران و کمونیست‌ها به شدت خواهان تغییر نظام حکومتی بلغارستان بودند. در چنین شرایطی بوریس سوم بر تخت سلطنت نشست.